# Häggpung
Häggpung (Taphrina padi) är en svampart som först beskrevs av Arthur Louis Arthurovic de Jaczewski, och fick sitt nu gällande namn av Mix 1947. Häggpung ingår i släktet Taphrina och familjen häxkvastsvampar.  Arten förekommer i den tempererade klimatzonen, men har även påträffats i Indien. Inga underarter finns listade i Catalogue of Life.

## Källor

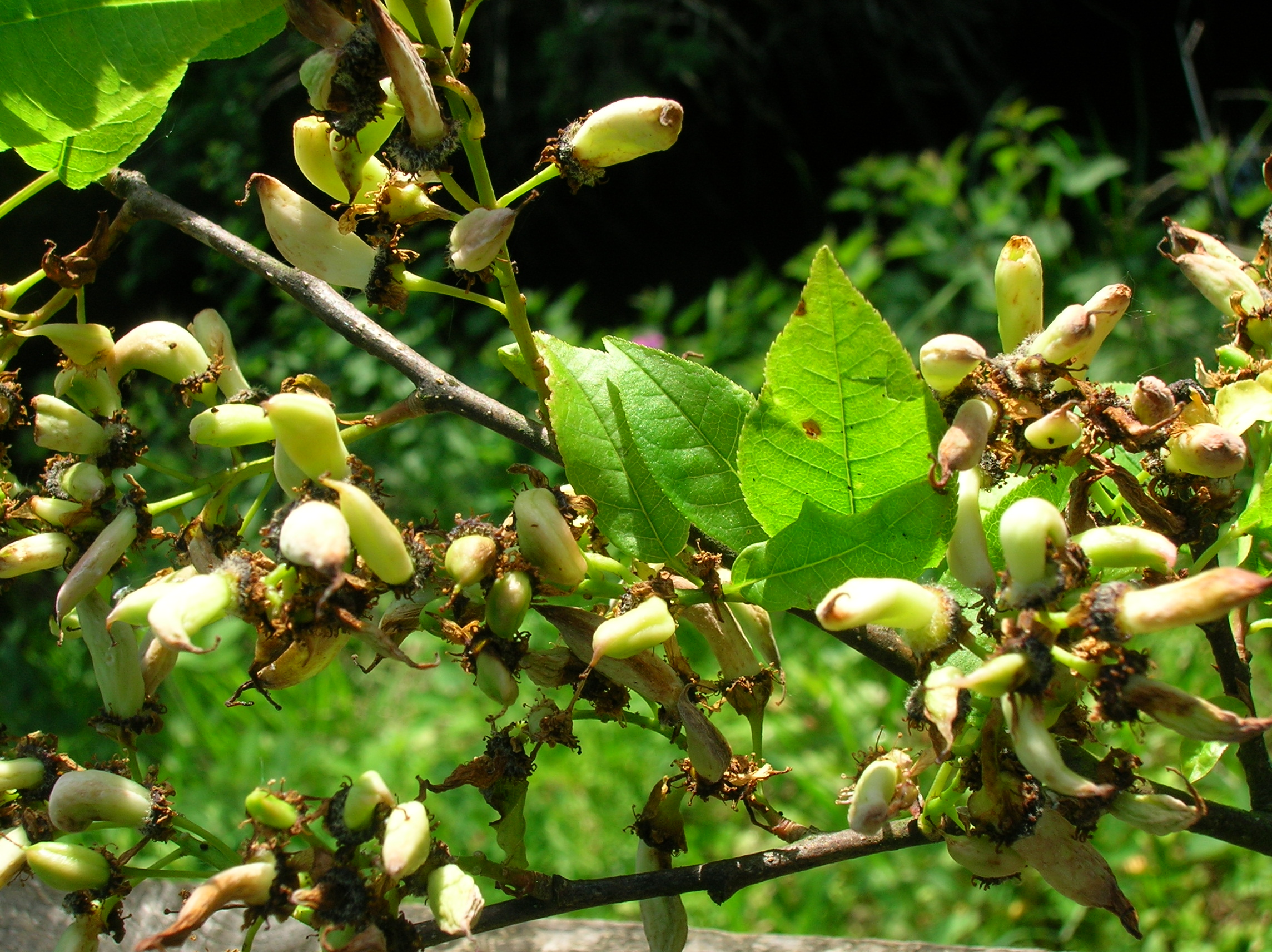
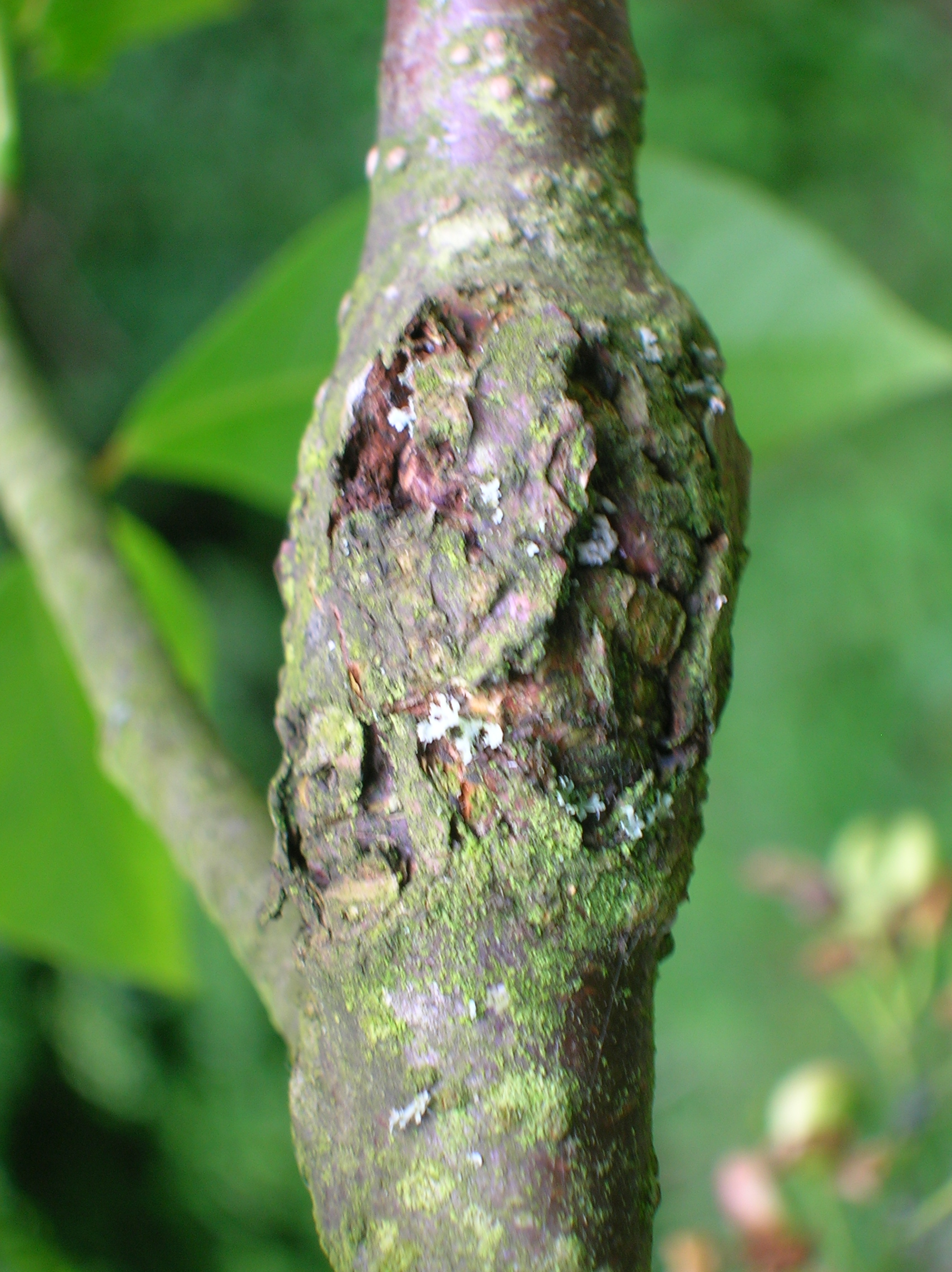
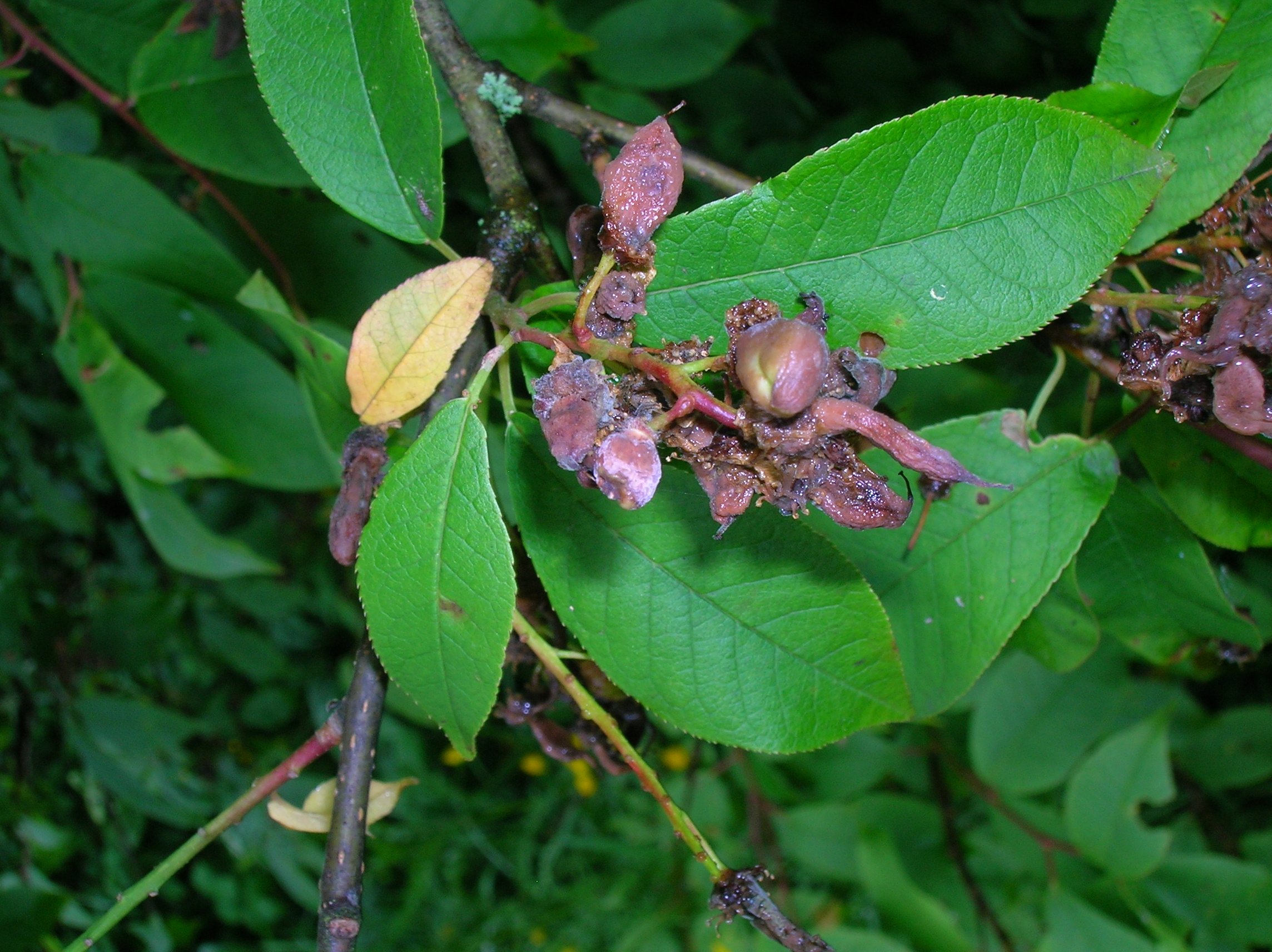
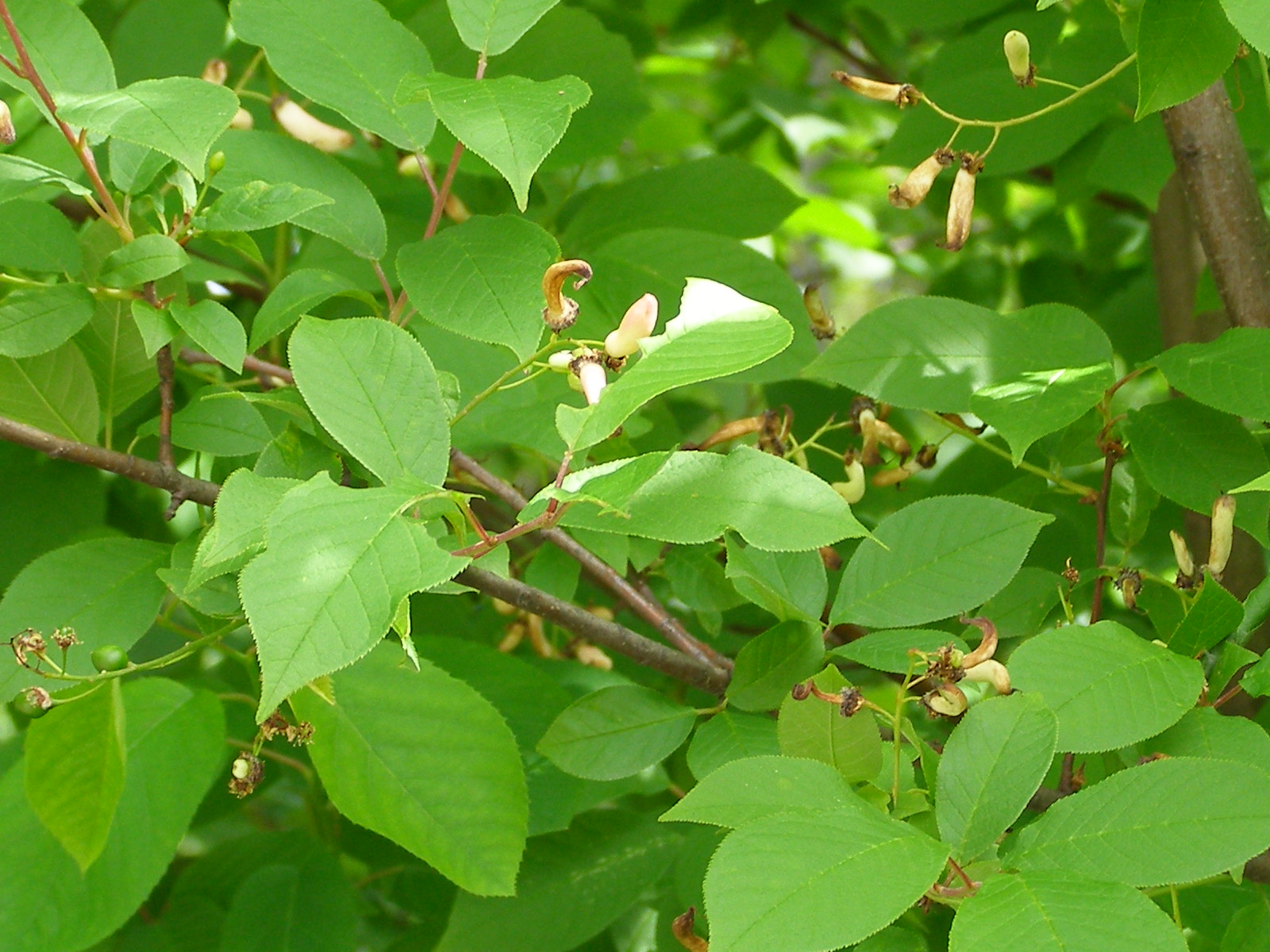
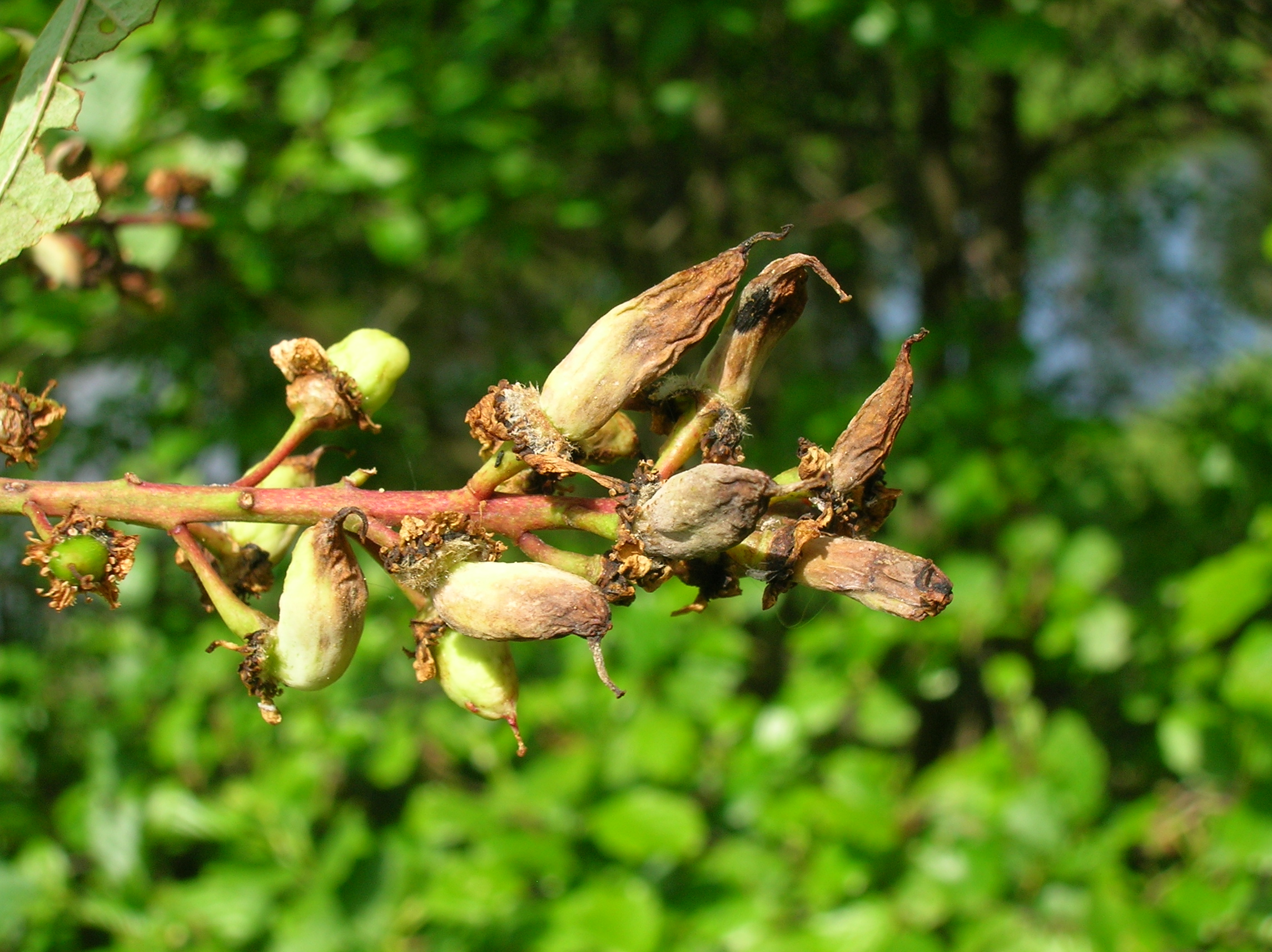